# Helictopleurus sericeus
Helictopleurus sericeus är en skalbaggsart som beskrevs av Lebis 1960. Helictopleurus sericeus ingår i släktet Helictopleurus och familjen bladhorningar. Inga underarter finns listade i Catalogue of Life.